# Michał Masłowski (piłkarz)
Michał Masłowski (ur. 19 grudnia 1989 w Strzelinie) – polski piłkarz grający na pozycji pomocnika.

## Kariera klubowa
Michał Masłowski jest wychowankiem Strzelinianki Strzelin, z której w 2010 roku przeniósł się do Lechii Dzierżoniów. Po udanych występach w III lidze został zawodnikiem Zawiszy Bydgoszcz. W sezonie 2012/13 awansował z Zawiszą do Ekstraklasy.
W Ekstraklasie zadebiutował w pierwszej kolejce sezonu 2013/14, przeciwko Jagiellonii Białystok. 19 października 2013 roku w wygranym 3-1 meczu z Wisłą Kraków trafił gola i otrzymał czerwoną kartkę. 3 grudnia 2013 roku strzelił cztery gole w spotkaniu z Piastem Gliwice. 29 stycznia 2015 potwierdzono jego transfer do Legii Warszawa.

## Kariera reprezentacyjna
17 grudnia 2013 został powołany na mecze reprezentacji Polski z Norwegią i Mołdawią. Zagrał w swoim debiucie z Norwegią 70 minut. Z Mołdawią również zagrał, wchodząc z ławki rezerwowych.
| Mecze i gole w reprezentacji | Mecze i gole w reprezentacji | Mecze i gole w reprezentacji           | Mecze i gole w reprezentacji | Mecze i gole w reprezentacji | Mecze i gole w reprezentacji | Mecze i gole w reprezentacji |
| #                            | Data                         | Miasto                                 | Przeciwnik                   | Gol                          | Wynik                        | Rozgrywki                    |
| ---------------------------- | ---------------------------- | -------------------------------------- | ---------------------------- | ---------------------------- | ---------------------------- | ---------------------------- |
| 1.                           | 18 stycznia 2014             | Abu Zabi, Zjednoczone Emiraty Arabskie | Norwegia                     |                              | 3:0                          | Mecz towarzyski              |
| 2.                           | 20 stycznia 2014             | Abu Zabi, Zjednoczone Emiraty Arabskie | Mołdawia                     |                              | 1:0                          | Mecz towarzyski              |
| 3.                           | 5 marca 2014                 | Warszawa, Polska                       | Szkocja                      |                              | 0:1                          | Mecz towarzyski              |

## Statystyki

### Klubowe
(stan na 2 lutego 2021)
| Klub                 | Sezon   | Liga        | Liga  | Liga   | Puchary krajowe | Puchary krajowe | Puchary europejskie | Puchary europejskie | Suma  | Suma   |
| Klub                 | Sezon   | Liga        | Mecze | Bramki | Mecze           | Bramki          | Mecze               | Bramki              | Mecze | Bramki |
| -------------------- | ------- | ----------- | ----- | ------ | --------------- | --------------- | ------------------- | ------------------- | ----- | ------ |
| Lechia Dzierżoniów   | 2010/11 | III Liga    | 27    | 9      | –               | –               | –                   | –                   | 27    | 9      |
| Lechia Dzierżoniów   | Ogólnie | Ogólnie     | 27    | 9      | 0               | 0               | 0                   | 0                   | 27    | 9      |
| Zawisza Bydgoszcz    | 2011/12 | I liga      | 19    | 5      | 2               | 0               | –                   | –                   | 21    | 5      |
| Zawisza Bydgoszcz    | 2012/13 | I liga      | 31    | 3      | 2               | 0               | –                   | –                   | 33    | 3      |
| Zawisza Bydgoszcz    | 2013/14 | Ekstraklasa | 27    | 8      | 5               | 2               | –                   | –                   | 32    | 10     |
| Zawisza Bydgoszcz    | 2014/15 | Ekstraklasa | 8     | 2      | 0               | 0               | –                   | –                   | 8     | 2      |
| Zawisza Bydgoszcz    | Ogólnie | Ogólnie     | 85    | 18     | 9               | 2               | 0                   | 0                   | 94    | 20     |
| Legia Warszawa       | 2014/15 | Ekstraklasa | 12    | 0      | 4               | 1               | 2                   | 0                   | 18    | 1      |
| Legia Warszawa       | 2015/16 | Ekstraklasa | 10    | 0      | 2               | 0               | 3                   | 0                   | 15    | 0      |
| Legia Warszawa       | Ogólnie | Ogólnie     | 22    | 0      | 6               | 1               | 5                   | 0                   | 33    | 1      |
| Piast Gliwice (wyp.) | 2016/17 | Ekstraklasa | 10    | 0      | 1               | 0               | 2                   | 0                   | 13    | 0      |
| Piast Gliwice (wyp.) | Ogólnie | Ogólnie     | 10    | 0      | 1               | 0               | 2                   | 0                   | 13    | 0      |
| HNK Gorica           | 2017/18 | 2. HNL      | 25    | 3      | 1               | 0               | –                   | –                   | 26    | 3      |
| HNK Gorica           | 2018/19 | 1. HNL      | 10    | 0      | –               | –               | –                   | –                   | 10    | 0      |
| HNK Gorica           | 2019/20 | 1. HNL      | 22    | 2      | 0               | 0               | –                   | –                   | 22    | 2      |
| HNK Gorica           | Ogólnie | Ogólnie     | 57    | 5      | 1               | 0               | 0                   | 0                   | 58    | 5      |
| Suma                 | Suma    | Suma        | 201   | 34     | 1               | 0               | 0                   | 0                   | 225   | 34     |

1. ↑  Uwzględniono Puchar Polski, Superpuchar Polski oraz Puchar Chorwacji.
2. ↑  Uwzględniono Ligę Europy oraz Ligę Mistrzów wraz z eliminacjami.

## Sukcesy
Zawisza Bydgoszcz
- Superpuchar Polski (1): 2014
- Puchar Polski (1): 2013/14
- Mistrzostwo I ligi (1): 2012/13

Legia Warszawa
- Mistrzostwo Polski (1): 2015/2016
- Puchar Polski (2): 2014/15, 2015/16

HNK Gorica
- Mistrzostwo 2. HNL (1): 2017/18

Indywidualnie
- Odkrycie roku T-Mobile Ekstraklasy: 2014[4]